# Jaimehintonia gypsophila
Jaimehintonia gypsophila är en sparrisväxtart som beskrevs av Billie Lee Turner. Jaimehintonia gypsophila ingår i släktet Jaimehintonia och familjen sparrisväxter. Inga underarter finns listade i Catalogue of Life.